# Ricardo Rodriguez (catch)
Pour les articles homonymes, voir Ricardo Rodriguez et Rodriguez.
Jesús Rodriguez (né le 17 février 1986) est un catcheur américain, annonceur et commentateur. Il est connu pour son travail à la World Wrestling Entertainment (WWE) sous le nom de Ricardo Rodriguez en tant que manager et annonceur personnel d'Alberto Del Rio. Il a aussi été commentateur espagnol pour les spectacles en paiement à la séance, et a lutté sous le masque d'El Local à la NXT.

## Carrière

### Débuts sur le circuit indépendant
Rodriguez a commencé le catch en portant un masque sous le nom de ring de Chimaera en Californie le 11 août 2006. Le 4 octobre 2008, il remporte son premier titre en devenant avec Jason Watts champion par équipe de la New Wave Pro Wrestling et perdent leur titre le 28 mars 2009,. Le 14 août, il participe à la Young Lions Cup VII de la CHIKARA en Pennsylvanie où il est éliminé au premier tour par KC Day.

### World Wrestling Entertainment (2010-2014)

#### Annonceur personnel d'Alberto Del Rio (2010-2013)

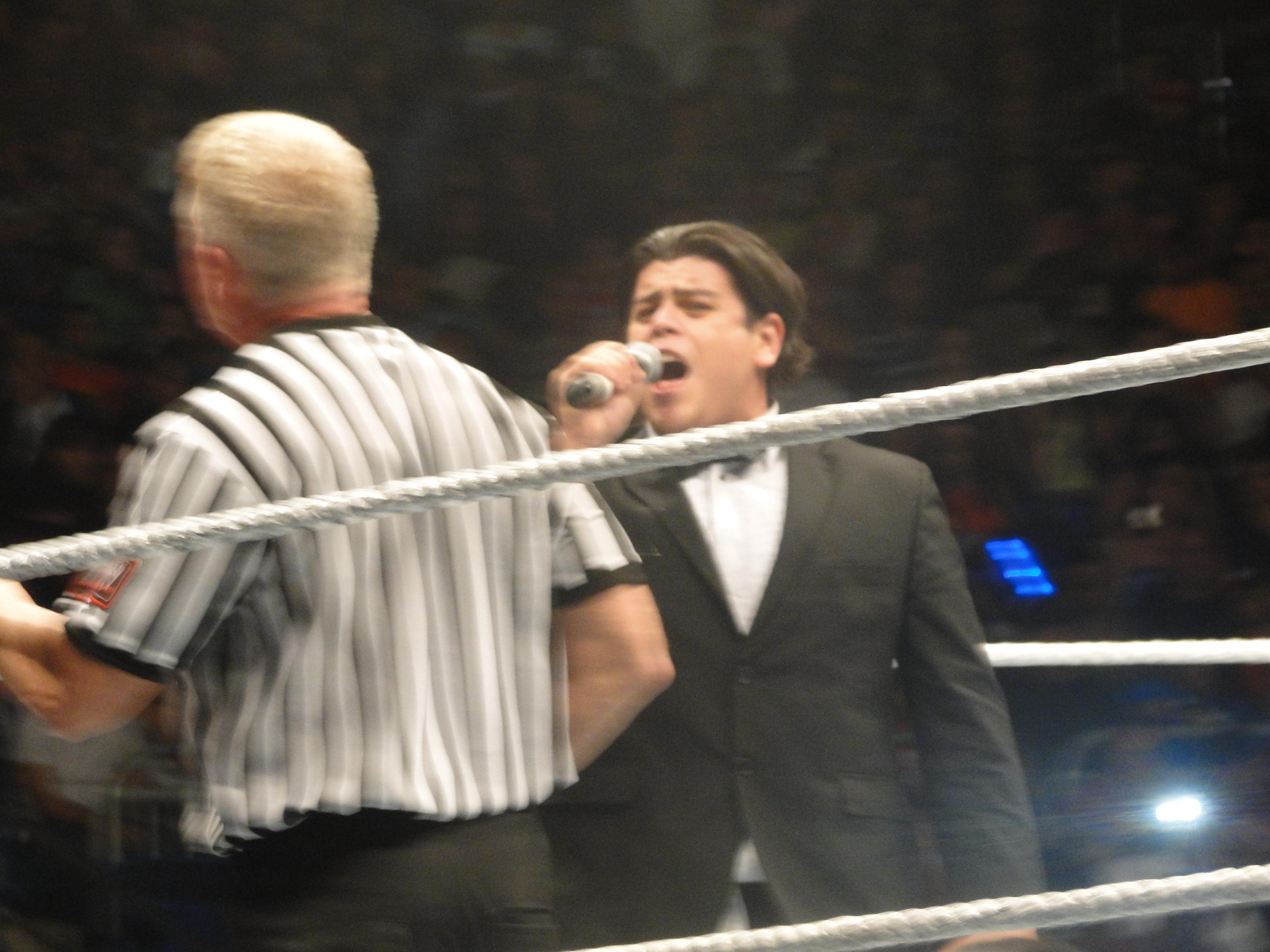
Ricardo Rodriguez en tant qu'annonceur de Alberto Del Rio en 2011

Il fait ses débuts à la WWE le 20 août 2010 en tant qu'annonceur personnel d'Alberto Del Rio avant de signer un contrat à la mi-novembre,. Il débute alors comme catcheur encore sous le masque de Chimaera à la Florida Championship Wrestling, le club école de la WWE, et participe à son premier match le 2 décembre.

#### El Local (2012-2013)
Il fait ses débuts en tant qu'El Local, le 3 novembre à Saturday Morning Slam en perdant contre Sin Cara. Lors de Saturday Morning Slam du 24 novembre, il perd contre Justin Gabriel. Lors de NXT du 20 février, il perd contre Xavier Woods. Lors de NXT du 27 mars, il perd contre Brodus Clay. Lors de NXT du 25 septembre, il perd contre Sami Zayn. Lors de NXT du 6 novembre, il perd contre Leo Kruger.
Lors d'un House Show de la WWE le 28 décembre à New York, il reprend son costume de El Local et perd face à Sin Cara.

#### Alliance avec Rob Van Dam (2013)
Il fait son retour de suspension le 5 août et se fait attaquer violemment par Alberto Del Rio à la suite de sa défaite contre Rob Van Dam. Il effectue par la même occasion un Face Turn.
Il fait son retour lors du Raw du 19 août en interrompant Alberto Del Rio et fait venir Rob Van Dam pour attaquer Del Rio. et se fait drafter à Raw. Lors du Smackdown du 29 septembre, il perd contre Alberto Del Rio après une suplex. Mais après que l'arbitre ait fait sonné la cloche de fin de match, Rob Van Dam intervient et porte un Superkick sur Alberto del Rio.

#### Commentateur espagnol (2013-2014)
Il a été commentateur espagnol lors de Survivor Series 2013, du Royal Rumble 2014, de WrestleMania XXX, de Payback 2014 et de Elimination Chamber 2014.

#### NXT Wrestling et renvoi (2014)
En mai 2014, il entame une alliance à NXT avec Kalisto. Il reprend le costume de El Local. Il a été libéré par la WWE le 30 juillet 2014.

## Palmarès
- Battleground Pro Wrestling
  - 1 fois BPW MAX Champion

- Insane Wrestling League
  - 1 fois IWL Tag Team Champion avec Jason Watts

- New Wave Pro Wrestling
  - 1 fois NWPW Tag Team Champion avec Jason Watts

- Vendetta Pro Wrestling
  - 1 fois Vendetta Pro Tri-Force Champion

- Wrestling Observer Newsletter
  - Best Non-Wrestler (2011)

- Autres titres
  - 1 fois CWX Lucha Libre Champion
  - 1 fois NWT/NTLL Light Heavyweight Champion